# Acid laceroic
Acidul laceroic (cunoscut și sub denumirea de acid dotriacontanoic) este un acid carboxilic liniar cu formula de structură restrânsă CH3-(CH2)30-COOH. Este un acid gras saturat, având 32 atomi de carbon. Se găsește în anumite tipuri de ceruri.